# Mieczysław Brodziński (1895–1940)
Mieczysław Ludwik Brodziński, pierw. Mieczysław Broda (ur. 4 grudnia 1895 w Górze Ropczyckiej, zm. 1940 w ZSRR) − prawnik, działacz samorządowy i społeczny, żołnierz Legionów Polskich, pierwszy i jedyny prezydent Tarnowa przed II wojną światową.

## Życiorys
Urodził się 4 lub 5 grudnia 1895 w Górze Ropczyckiej jako Mieczysław Ludwik Broda, syn Jana i Marii z domu Cukierskiej. Uczył się w C. K. Gimnazjum w Dębicy, gdzie w 1914 ukończył VI klasę. Od 1911 należał do Związku Walki Czynnej, a od 1912 do Związku Strzeleckiego, w którym nosił pseudonim „Lach” i w 1913 został absolwentem szkoły podoficerskiej.
Po wybuchu I wojny światowej został żołnierzem I Brygady Legionów 6 sierpnia 1914. Walczył w szeregach VI batalionu, między innymi w bitwie pod Łowczówkiem pod koniec grudnia 1914. W roku szkolnym 1916/1917 w terminie nadzwyczajnym zdał maturę wojenną w macierzystym gimnazjum. Z dniem 1 lutego 1915 awansował na starszego sierżanta, potem ukończył kursy oficerskie w Kozienicach w 1916 i w Zambrowie w 1917. Podjął studia na Wydziale Prawa Uniwersytetu Jagiellońskiego . Po kryzysie przysięgowym 24 września 1917 wcielono go do armii austriackiej. Służył na froncie włoskim jako żołnierz 35 pułku strzelców C. K. Obrony Krajowej. Z dniem 1 lipca 1918 mianowany chorążym i znów wysłany na ront włoski, gdzie służył w 170 batalionie obrony krajowej.
Po powrocie na ziemie polskie 16 listopada 1918 wstąpił do Wojska Polskiego. Najpierw był żołnierzem 1 pułku Ziemi Rzeszowskiej, a od grudnia 1918 w 23 pułku piechotym bądąc w nim dowódcą plutonu i kompanii. Formalnie 7 lipca 1919 przyjęty do WP i mianowany podporucznikiem. 29 listopada 1919 przeniesiony do 2/II batalionu etapowego jako dowódca detaszowanego plutonu wartowniczego w Kozienicach. 1 października 1920 skierowany do 50 pułku piechoty.
5 lutego 1921 został przeniesiony do rezerwy z przydziałem w ewidencji do 3 pułku piechoty Legionów. W tym samym roku dokończył studia i uzyskał dyplom doktora praw. Zweryfikowany w stopniu podporucznika ze starszeństwem z dniem 1 czerwca 1919 roku w korpusie oficerów rezerwy sądowych. W 1922posiadał przydział w rezerwie do 23 pułku piechoty we Włodzimierzu Wołyńskim. W następnym roku posiadał przydział w rezerwie do 3 pułku piechoty Legionów w Jarosławiu. W 1927 przeniesiony do korpusu oficerów audytorów. W 1934 pozostawał w ewidencji Powiatowej Komendy Uzupełnień Tarnów. Na stopień porucznika został mianowany ze starszeństwem z dniem 19 marca 1939 i 1. lokatą w korpusie oficerów audytorów rezerwy.
Po studiach odbył aplikację sędziowską. Od 1925 pracował jako sędzia w sądach w Dębicy, Krakowie, od 1926 w Sądzie Grodzkim w Pilźnie, od 1931 w Sądzie Grodzkim w Tarnowie, po czym z dniem 1 stycznia 1934 mianowano go sędzią w Sądzie Okręgowym w Tarnowie, aczkolwiek tego stanowiska już nie objął. 12 maja 1934 został bowiem wybrany prezydentem miasta (przy poparciu 23 radnych) i piastowa ten urząd do września 1939. Już na początku urzędowania Brodziński musiał zmagać się ze skutkami katastrofalnej dla Tarnowa powodzi, przez całe pięć lat z opozycją socjalistycznej frakcji w Radzie Miasta i zadłużeniem budżetu komunalnego. 25 marca 1935 roku doszło do poważnego sporu z socjalistami (wśród których byli między innymi Kacper Ciołkosz i Lidia Ciołkoszowa) na tle uchwalenia adresu dziękczynnego z okazji ustanowienia konstytucji kwietniowej. 14 maja tegoż roku radni PPS zbojkotowali żałobną sesję po śmierci Józefa Piłsudskiego. Lokalna prasa lewicowa wytykała prezydentowi wszelkie uchybienia, wypominając mu również dokonaną niewiele wcześniej zmianę nazwiska. W 1936 roku rozpadł się popierający Brodzińskiego Blok Gospodarczy, związany z BBWR, a w wyborach samorządowych w marcu 1939 roku większość mandatów objęli socjaliści w koalicji z Bundem. Podczas jednego z wieców przedwyborczych, 19 lutego, prezydent wdał się w przepychanki z demonstrującymi robotnikami i został pobity. Pomimo utraty poparcia w radzie, Mieczysław Brodziński pozostał na stanowisku (w 1934 został wybrany na dziesięcioletnią kadencję).
W Tarnowie był prezesem oddziału Związku Legionistów Polskich, Federacji Polskich Związków Obrońców Ojczyzny, Towarzystwa Szkoły Ludowej, Komitetu Miejskiego Przysposobienia Wojskowego i Wychowania Fizycznego oraz członkiem Bractwa Strzeleckiego (i królem kurkowym w 1935). Od 1933 był żonaty z Marią z domu Matusińską.
Po wybuchu II wojny światowej 6 września 1939 uchodząc przed nadciągającymi oddziałami niemieckimi, część urzędników miejskich, wraz z prezydentem, została ewakuowana do Lwowa. 5 listopada 1939 został aresztowany przez Sowietów, po czym osadzony w więzieniu w Przemyślu, a potem w Drohobyczu. W 1940 został zamordowany przez NKWD. Jego nazwisko figuruje na Ukraińskiej Liście Katyńskiej (lista dyspozycyjna nr 056/3, poz. 94). Ofiary tej części zbrodni katyńskiej zostały pochowane na otwartym w 2012 Polskim Cmentarzu Wojennym w Kijowie-Bykowni.

## Odznaczenia
- Krzyż Niepodległości – 17 września 1932 roku „za pracę w dziele odzyskania niepodległości”[14]
- Krzyż Walecznych pięciokrotnie[1]
- Medal Pamiątkowy za Wojnę 1918–1921[1]
- Medal Dziesięciolecia Odzyskanej Niepodległości[1]